# Informe Aho
L'Informe Aho sobre la Creació d'una Europa innovadora, o simplement Informe Aho va ser publicat el 2006. L'informe va ser redactat per un grup de quatre membres presidit per Esko Aho, antic primer ministre de Finlàndia. El comitè va ser creat a la cimera realitzada al Palau de Hampton Court, al Regne Unit a l'octubre de 2005. L'informe se centra en la creació de mercats favorables a la innovació, l'enfortiment dels recursos d'investigació i desenvolupament, l'augment de la mobilitat estructural a Europa i fomentar una cultura de la innovació.
En foren membres;
- Sr. Esko Aho (President) – ex-primer ministre de Finlàndia
- Dr. Jozef Cornu – ex-president i COO d'Alcatel Telecom
- Prof. Luke Georghiou (ponent) - Manchester Business School de la Universitat de Manchester
- Prof. Antoni Subirà – IESE Business School (Barcelona)

L'informe assenyala que les tendències actuals de la Unió Europea no són sostenibles en el front a la competència i demana un pacte europeu per a la investigació i la innovació global. L'informe insta la ràpida acció col·lectiva a escala europea i una nova visió per fer front a la productivitat d'Europa i els reptes socials.
La creació d'un mercat interior de productes i serveis innovadors, en un entorn reglamentari harmonitzat, seria un incentiu a les empreses per augmentar les seves inversions en investigació i desenvolupament d'una gamma més àmplia de tecnologies modernes. Les àrees estratègiques de l'economia europea són la sanitat electrònica, els productes farmacèutics, el transport i la logística, l'energia, la seguretat, el medi ambient i la indústria de continguts digitals. L'informe proposa un millor finançament de la ciència i d'augmentar les inversions i oferir incentius fiscals en àmbits d'alta tecnologia, com la biotecnologia, la nanotecnologia i les neurociències. L'informe també fa un al·legat en favor de la mobilitat de la mà d'obra europea, les idees i actius financers.